# Petrorossia analis
Petrorossia analis är en tvåvingeart som beskrevs av Lachaise och Wray Merrill Bowden 1976. Petrorossia analis ingår i släktet Petrorossia och familjen svävflugor.
Artens utbredningsområde är Elfenbenskusten. Inga underarter finns listade i Catalogue of Life.